# Federação Alemã de Basquetebol
A Federação Alemã de Basquetebol (em alemão:  Deutscher Basketball Bund) é órgão gestor da modalidade esportiva basquetebol na Alemanha. Fundada em 1949, está representada regionalmente em dezesseis associações e sua sede localiza-se desde 1994 no "Hans-Joachim-Höfig-Haus" na cidade de Hagen, Estado da Renânia do Norte-Vestfália. Desde o ano de 2006 a federação é presidida por Ingo Weiss.
As seleções nacionais masculina e feminina estão sob responsabilidade da federação, bem como as seleções de categorias de base. Segundo estimativas da DBB existem mais de 2000 clubes federados,  onde jogam 138.538 homens, 52.618 mulheres, amadores e profissionais, além de jovens e idosos praticantes existem cerca de 4.679 treinadores registrados.

## Lista de Presidentes
| Presidente          | Mandato    |
| ------------------- | ---------- |
| Siegfried Reiner    | 1949-1953  |
| Gerhard Nacke-Erich | 1953-1964  |
| Hans-Joachim Höfig  | 1964-1973  |
| Anton Kartak        | 1973-1984  |
| Manfred Ströher     | 1984-1994  |
| Roland Geggus       | 1994-2006  |
| Ingo Weiss          | 2006-atual |

## Artigos Relacionados
- Seleção Alemã de Basquetebol Masculino
- Liga Alemã de Basquetebol

## Ligações Externas
- Sítio da Federação Alemã de Basquetebol
- Página da Alemanha no eurobasket.com
- Federação Alemã de Basquetebol no Facebook
- Federação Alemã de Basquetebol no X
- Federação Alemã de Basquetebol no Instagram